# Saint-Paul-les-Fonts
Saint-Paul-les-Fonts este o comună în departamentul Gard din sudul Franței. În 2009 avea o populație de 772 de locuitori.

## Evoluția populației
| An        | 1975 | 1982 | 1990 | 1999 | 2006 | 2009 |
| --------- | ---- | ---- | ---- | ---- | ---- | ---- |
| Populație | 344  | 403  | 534  | 610  | 695  | 772  |